# Dăngovo, Kărdjali
Dăngovo (în bulgară Дънгово) este un sat în comuna Kărdjali, regiunea Kărdjali,  Bulgaria. 

## Demografie
Componența etnică a satului Dăngovo
     Turci (100%)
     Nicio identificare (0%)
     Altele (0%)
La recensământul din 2011, populația satului Dăngovo era de 18 locuitori. Din punct de vedere etnic, majoritatea locuitorilor (100,0%) erau turci. Pentru 0,0% din locuitori nu este cunoscută apartenența etnică.